# 波特 (加利福尼亞州)
波特（英語：Porter）是位於美國加利福尼亞州卡拉韋拉斯縣的一個非建制地區。該地的面積和人口皆未知。

## 地理
波特的座標為38°23′39″N 120°25′31″W / 38.39417°N 120.42528°W，而該地的平均海拔高度為1087米（即3566英尺）。